# Радість світу (Доктор Хаус)
«Радість світу» (англ. Joy to the World)  — одинадцята серія п'ятого сезону американського телесеріалу «Доктор Хаус». Прем'єра епізоду проходила на каналі FOX 9 грудня 2008. Доктор Хаус і його нова команда мають врятувати дівчину, яка вважає, що її життя нічого не варте.

## Сюжет
Під час шкільної вистави у 16-річної Неталі починається блювання і зорова галюцинація. У лікарні виявили печінкову недостатність. Команда думає, що однокласники могли дати щось дівчині, так як завжди знущалися з неї. Дівчата признаються, що давали їй гриби. Також Катнер і Тауб знаходять в її шкільній шафці велику кількість знеболюючого. Кадді думає, що дівчина могла прийняти за раз багато пігулок, щоб покінчити з життям і просить у батьків почати спеціальне лікування. Мати дає дозвіл.
Невдовзі у Неталі підвищується пульс і серцебиття, тому команда виключає самогубство. Хаус наказує перевірити будинок і табір, де недавно була пацієнтка. Тауб думає, що дівчина хвора на туберкульоз і команда починає лікування. Згодом у Неталі починається напад. Кадді думає, що команда зарано виключила версію з грибами. Катнер припускає, що гриби могли викликати сильну алергію. Хаус наказує зробити приктест з алергенами грибків. Алергія не виникає, а Катнер і Тауб дізнаються, що Саймон, один з однокласників Неталі, раніше приносив їй по 2—3 пляшки горілки за тиждень. Потім це припинилось, бо дівчина отримала документи. Сама пацієнтка не визнає, що багато пила і батьки не дозволяють лікування, хоча знають, що печінці стає все гірше, і гірше. Невдовзі у дівчини трапляється зупинка серця.
Команда розуміє, що всі симптоми та аналізи вказують на лейкемію. Хаус дає право вирішувати Кадді й вона замовляє біопсію кісткового мозку. Проте з часом Кадді розуміє, що у Неталі еклампсія. Дівчина признається, що у неї з Саймоном були статеві стосунки, проте навіть він не знав, що вона була вагітна. Місяць тому у неї були передчасні пологи, але новонароджена дівчинка не дихала і Неталі віднесла її у закинутий будинок. Кадді знаходить дівчинку, яку виходила безпритульна родина. Вона відносить її до матері, яку вже не можна вилікувати. Катнер розповідає Саймону, що він батько дитини. Оскільки батьки новонародженої не зможуть доглядати за нею, Кадді вирішує удочерити її. Тринадцята і Форман розуміють, що закохані один в одного і признаються в коханні.

## Цікавинки
- На прийом до Хауса приходить жінка з болями у голові. Хаус розуміє, що вона вагітна. Проте жінка запевняє його, що і вона, і її наречений незаймані. Хаус проводить тести й повідомляє їм, що дитина не була запліднена, оскільки має лише ДНК матері. Виявляється, що насправді жінка брехала своєму нареченому, а Хаус просто підіграв їй, щоб виграти парі у Вілсона.